# Boda Ernő
Boda Ernő, születési és 1906-ig használt nevén Weisz Ernő (Pári, 1887. augusztus 10. – Budapest, 1967. január 24.) ügyvéd, kormányfőtanácsos, hitközségi vezető.

## Életpályája
Weisz József és Weisz Betti fiaként született vallásos zsidó családban. Középiskolai tanulmányait a Kaposvári Magyar Királyi Állami Főgimnáziumban végezte (–1906). Több alkalommal ért el előkelő helyezést gyorsíró versenyeken. Tanulmányait a Budapesti Tudományegyetem Jog- és Államtudományi Karán folytatta (1906–). 1909-ben a Baumgarten Bernát-féle 200 koronás ösztöndíjban részesült. 1913 márciusában a Budapesti Ügyvédi Kamara tagja lett. Az első világháború idején, 1915 januárjában bevonult katonának és huszonhét hónapot töltött a fronton. Emléklapos tüzérfőhadnagyként szerelt le, s megkapta a Károly-csapatkeresztet, a Signum Laudist, illetve osztrák–magyar, bolgár és német háborús emlékérmeket. 1917 májusában eljegyezte Rothauser Dezső veszprémi olajgyáros lányát, azonban házasságot nem kötöttek. 1919. november 23-án Budapesten feleségül vette Hirsch Ilonát (1889–1977), Hirsch Ignác és Günsberger Mária lányát. Az 1929. januári tisztújító közgyűlésén a Budapesti Ügyvédi Kör az ügyészévé választotta. Az Egyesült Lipótvárosi Polgári Kör 1930 májusában tartott évi közgyűlésén titkárává választotta. 1933 júniusától a Pesti Izraelita Hitközség képviselőtestületének tagja, 1939 áprilisától az elöljáróság tagja, 1940-től elnökhelyettese volt. 1935 februárjában a Kormányzó a közélet terén szerzett érdemei elismeréséül a magyar királyi kormányfőtanácsosi címet adományozta számára. Az 1930-as évek végén Az ügyvéd című ügyvédgazdasági, társadalmi és jóléti közlöny főszerkesztője volt. Éveken át vezette az Ügyvédszövetség Múzeumát. Az 1938 szeptemberében megalakult Magyar Izraeliták Jóléti Egyesületének igazgatósági tagja lett. 1943-tól az Országos Rabbiképző Intézet vezérlőbizottságának elnöke volt. A német megszállást követően (március 21.) felállított Zsidó Tanács tagja lett mint a neológ irányzat egyik képviselője. A háborút követően ellene és a Tanács többi tagja ellen eljárásokat indítottak, de 1945 végére megszüntették ezeket.
A Kozma utcai izraelita temetőben nyugszik. Temetésén a gyászszertartást Salgó László főrabbi és Kovács Sándor főkántor végezte.

## Művei
- Magyar házassági vagyonjog